# Isadore Rudnick
Isadore Rudnick (* 8. Mai 1917 in New York City; † 22. August 1997) war ein US-amerikanischer Physiker.

## Leben
Rudnick studierte Physik an der University of California, Los Angeles (UCLA), mit dem Bachelorabschluss 1938, dem Masterabschluss 1940 und der Promotion 1944. Als Post-Doktorand war er an der Duke University, war Assistant Professor an der Pennsylvania State University und kehrte 1948 an die UCLA zurück, wo er als Professor bis zu seiner Emeritierung blieb.

## Werk
Er ist bekannt für Forschungen zur Akustik. Er begann in den 1940er Jahren mit Untersuchungen von Schallausbreitung in der Atmosphäre, im Boden und nichtlineare Effekte bei Stosswellen in Kanälen und Hörnern. Mit Clayton Allen entwickelte er an der Pennsylvania State University die damals intensivste Schallquelle, eine Sirene, die zum Studium biologischer Effekte von Schall und für akustische Techniken zur Säuberung von Kleidung diente. An der UCLA untersuchte er akustische induzierte Strömungen, Schwingungsmoden elastischer Körper und Ausbreitung von Schall in Meerwasser.
Nach einem Aufenthalt 1956 an der Technischen Universität Dänemarks wandte er sich der Tieftemperaturphysik zu und untersuchte mit Ultraschall Elektron-Phonon Wechselwirkungen in Metallen und Supraleitern. In den 1960er Jahren wandte er sich der Hydrodynamik von supraflüssigem Helium zu, ein Thema das ihn die folgenden zwanzig Jahre experimentell beschäftigte. Er entdeckte mit seiner Gruppe zwei der sechs Schallmoden in flüssigem Helium.
Er begann mit Experimenten zum 1. Schall (entsprechend dem normalen Schall) am Supraflüssigkeits-Übergang (Lambdapunkt), insbesondere zur experimentellen Bestimmung der Relaxation des Ordnungsparameters. Seine Gruppe beobachtete als Erste Schall 4. Art  und bestimmte darüber den Zerfall suprafluider Ströme. Er untersuchte auch den 3. Schall (eine Oberflächenwelle dünner Filme aus supraflüssigem Helium), den er zwar nicht entdeckte, aber einfache Techniken zu seiner Erzeugung und Beobachtung entwickelte. Er beobachtete 1969 das Verschwinden der Mode mit der Dicke des Helium Films in einem Phasenübergang, später als Kosterlitz-Thouless-Übergang identifiziert und von Rudnick in diesem Zusammenhang genauer untersucht, was einer der besten experimentellen Untersuchungen dieses Übergangs blieb. Er entwickelte 1969 Techniken zur Beobachtung des Zweiten Schalls in flüssigem Helium (mit dem sich dort Wärme ausbreitet) durch Schwingungen einer porösen Folie. Mit seiner Gruppe untersuchte er systematisch die Geschwindigkeit des ersten, zweiten und vierten Schalls an 400 Punkten im Druck-Temperatur-Phasendiagramm von flüssigem Helium und sie maßen die thermodynamischen Eigenschaften mit hoher Genauigkeit.
Zuletzt befasste er sich mit Schwerewellen in flachem Wasser und deren nichtlinearen Aspekten, wobei er mit seiner Gruppe Bifurkationsphänomene studierte und eine neue Art Soliton in einer stehenden Welle entdeckte.
An der UCLA war er auch für seine Vorlesungsexperimente und öffentlichen Demonstrationsexperimente bekannt.

## Ehrungen und Mitgliedschaften
1981 erhielt er den Fritz London Memorial Prize. 1983 wurde er Fellow der National Academy of Sciences. 1948 erhielt er den Biennial Award der Acoustical Society of America, 1975 deren erste Silbermedaille in physikalischer Akustik und 1982 deren Goldmedaille.